# Poanes
Poanes är ett släkte av fjärilar. Poanes ingår i familjen tjockhuvuden.

## Bildgalleri

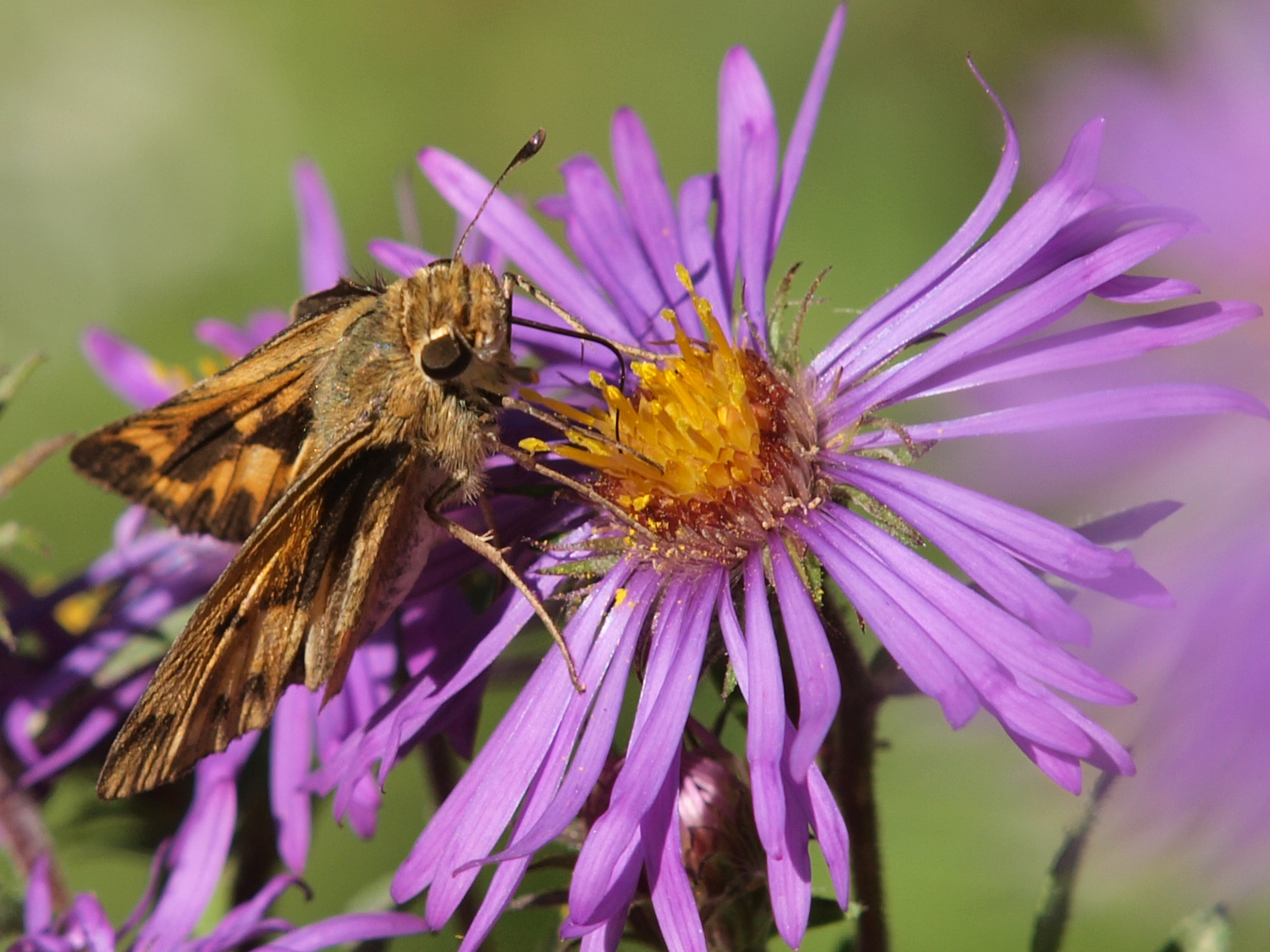
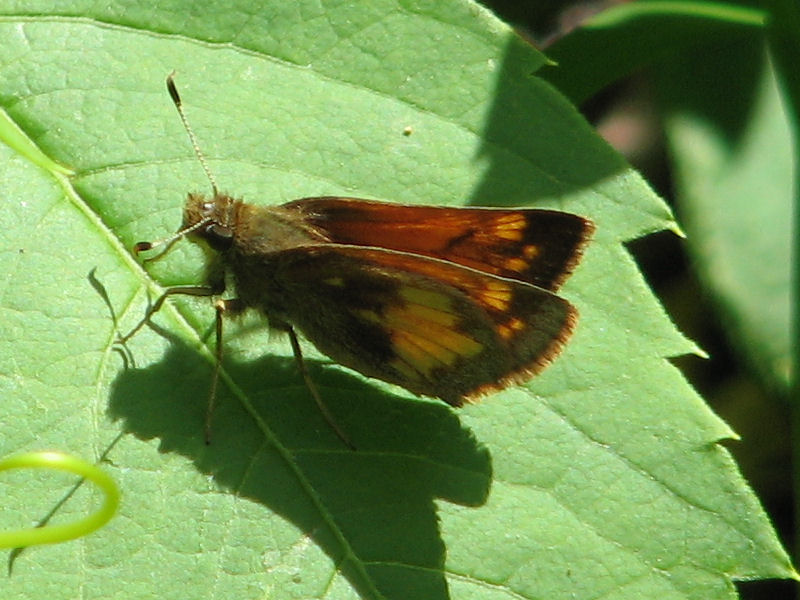
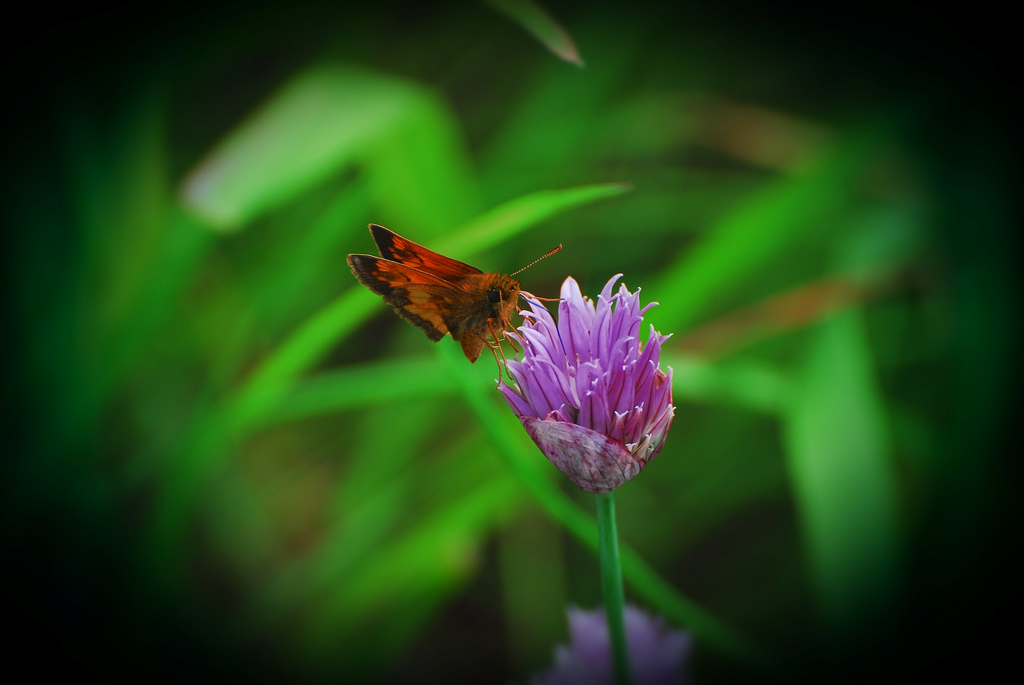
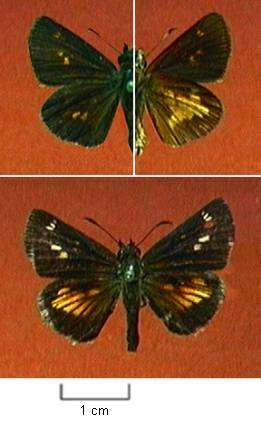
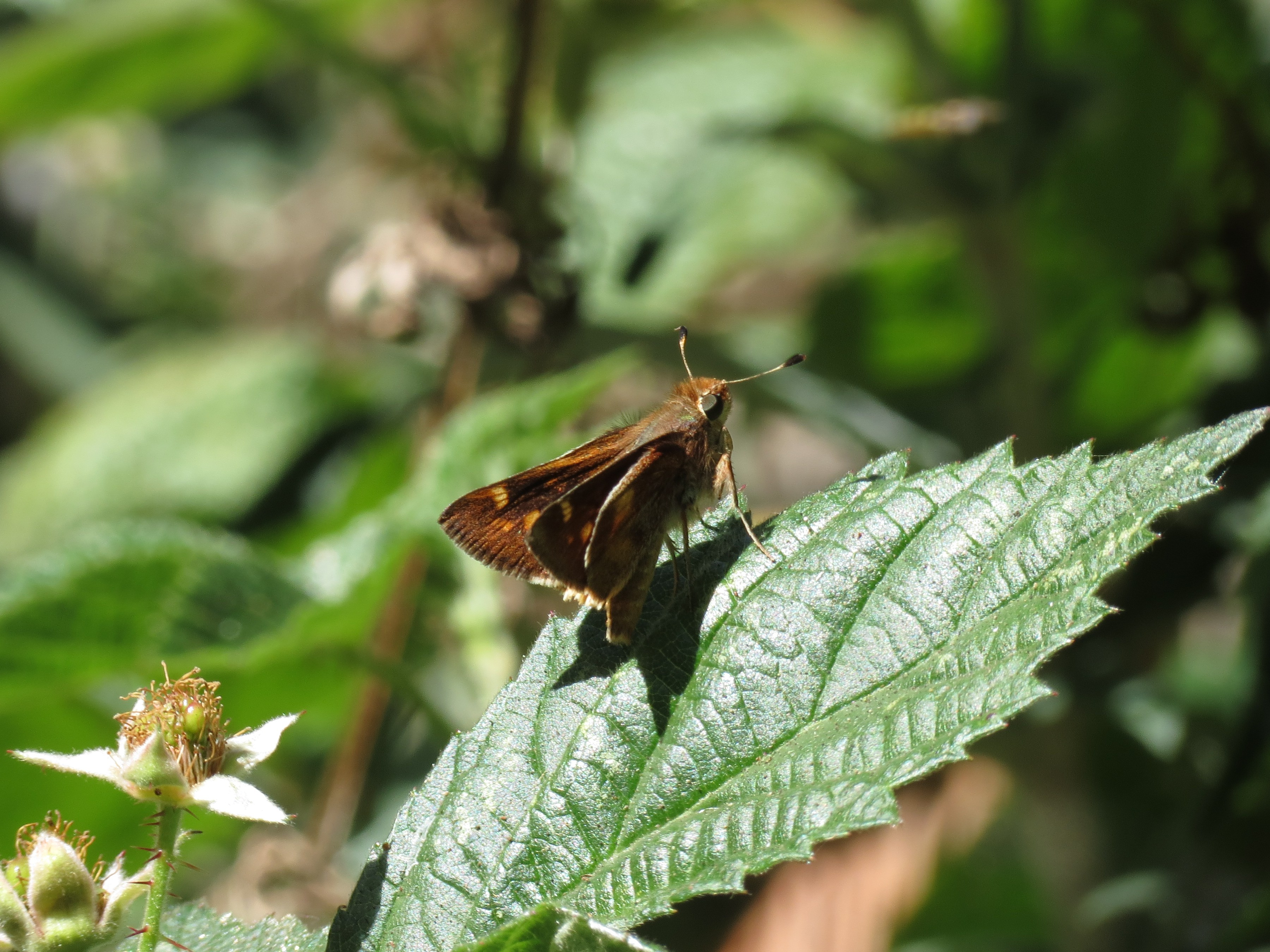
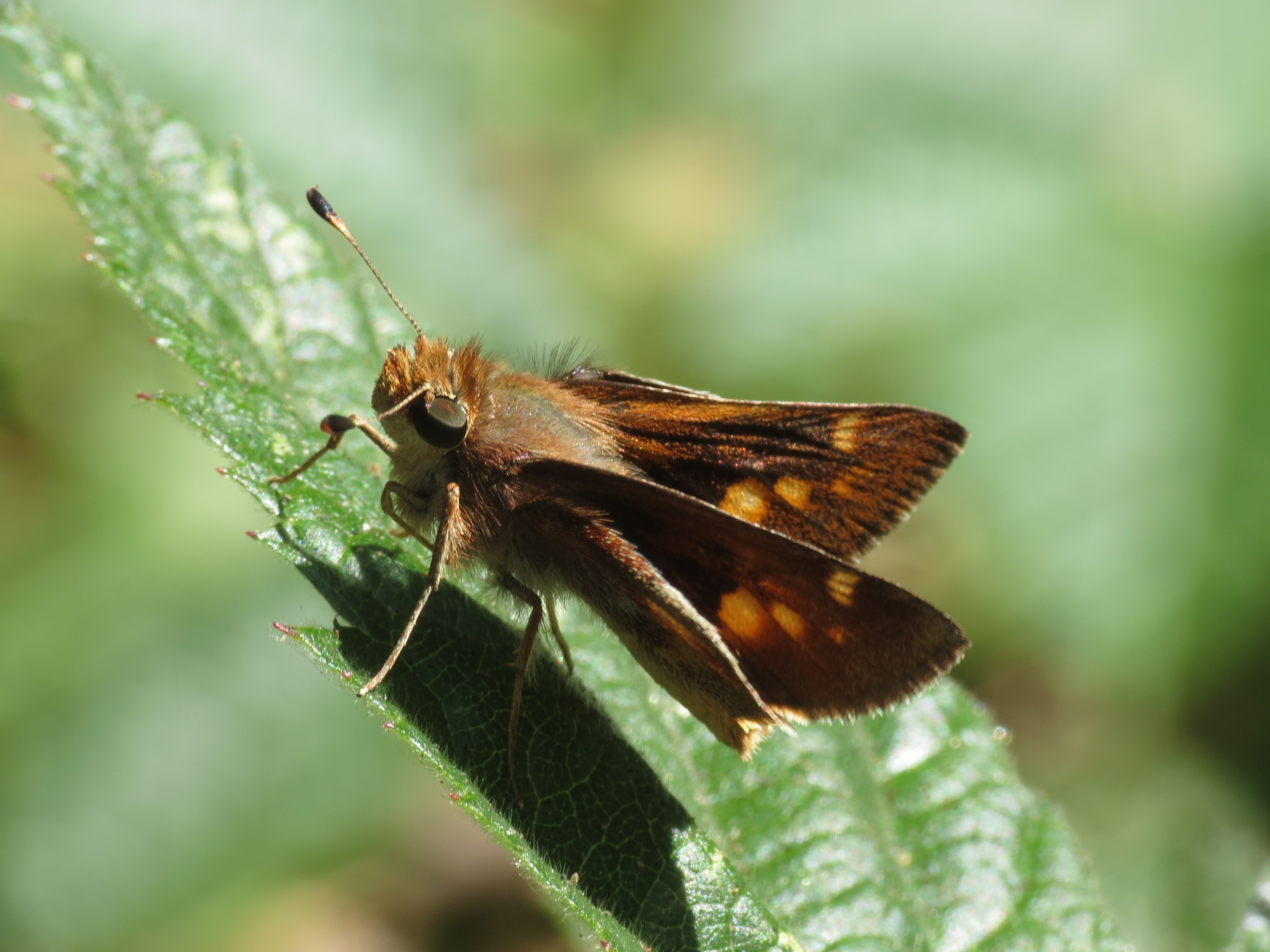

## Dottertaxa tillPoanes, i alfabetisk ordning[1]
- Poanes aaroni
- Poanes alfaratta
- Poanes azin
- Poanes baiva
- Poanes benito
- Poanes erratica
- Poanes friedlei
- Poanes hermocki
- Poanes hobomok
- Poanes howardi
- Poanes hughi
- Poanes inimica
- Poanes lupulina
- Poanes massasoit
- Poanes ogeechensis
- Poanes pallida
- Poanes piso
- Poanes pocahontas
- Poanes psaumis
- Poanes quadaquina
- Poanes richteri
- Poanes ridingsii
- Poanes rolla
- Poanes suffusa
- Poanes taxiles
- Poanes viator
- Poanes yehl
- Poanes zabulon
- Poanes zachaeus
- Poanes zizaniae